# Duda Enginoev
Duda Edievich Enginoev (en ruso: Ду́да Эди́евич Энгино́ев; Psedaj, RSFS de Rusia, 25 de junio de 1919 - Belek, Unión Soviética, 22 de octubre de 1979) fue un razvedchiki (explorador) del Ejército Rojo que combatió durante la Segunda Guerra Mundial y el único checheno que durante dicho conflicto recibió los tres grados de la Orden de la Gloria lo que le convierte en Caballero Completo de la Orden de la Gloria.

## Biografía

### Infancia y juventud
Duda Enginoev nació el 25 de junio de 1919 en el seno de una familia de campesinos chechenos en la pequeña localidad rural de Psedaj del óblast del Térek de la RSFS de Rusia (actualmente situada en el raión de Malgobek de la República de Ingusetia). Solo llegó a completar su educación primaria, antes de ponerse a trabajar en una granja colectiva. Posteriormente, en 1937, ingresó en las filas del Ejército Rojo y entró en combate en la guerra de Invierno.

### Segunda Guerra Mundial
A partir de julio de 1941, Enginoev estuvo en el frente de batalla de la Segunda Guerra Mundial. En 1942 resultó gravemente herido, pero finalmente volvió al combate. El 9 de abril de 1944 eliminó a tres soldados enemigos y obtuvo valiosos documentos de inteligencia durante una misión de reconocimiento, y más tarde ese mismo mes recibió la Orden de la Gloria de 3.er grado  por su valentía al obtener los documentos y entregarlos al comando de la división. El 21 de septiembre de 1944, en la batalla por la ciudad de Tallin capturó a varios soldados y oficiales enemigos en retirada, lo que le valió la Orden de la Gloria de 2.do grado. El 16 de octubre de 1944. recibió la Orden de la Gloria de 1.er grado, convirtiéndose así en portador de pleno derecho de la orden el 10 de abril de 1945 por las acciones de combate realizadas el 24 al 29 de enero de 1945 en Polonia, donde su pelotón, mientras realizaba una operación de reconocimiento al sur de la ciudad de Oppeln, mató a muchos soldados del eje y capturó diez prisioneros alemanes.

### Posguerra
Después de ser desmovilizado del ejército en 1946, luchó por encontrar a su familia en Asia Central, donde el pueblo checheno había sido deportado en 1944. Finalmente, encontró a su familia sobreviviente en Belek en la RSS de Kirguistán, donde vivió en el exilio hasta su muerte el 22 de octubre de 1979.

## Condecoraciones
|  | Orden de la Gloria de 1.er grado (10 de abril de 1945)   |
|  | Orden de la Gloria de 2.do grado (16 de octubre de 1944) |
|  | Orden de la Gloria de 3.er grado (27 de abril de 1944).  |
|  | Orden de la Estrella Roja (16 de mayo de 1945).          |
|  | Medalla al Valor                                         |
|  | Medalla por la Defensa de Leningrado (1943)              |
|  | Medalla por el Servicio de Combate (1944)                |